# Третя османсько-венеційська війна (1537—1540)
Третя османсько-венеційська війна (1537—1540) — одна з османсько-венеційських війн, яка відбулася протягом XVI століття. Війна виникла внаслідок укладення французько-османського союзу між королем Франції Франциском I та султаном Османської імперії Сулейманом I проти імператора Священної Римської імперії Карла V. Початковим планом союзників було спільне одночасне вторгнення в Італію, Франциск мав напасти через Ломбардію на півночі Італії, а Сулейман через Апулію на півдні. Однак запланованого повноцінного вторгнення не відбулося.

## Передумови
Під час італійської війни 1536—1538 рр., вторгнення Франциска в П'ємонт, досягнувши скромних територіальних переваг, було зупинено Генуєю, союзником Карла V. Крім того, Франциск не зміг задіяти усі свої військові ресурси в Італії, оскільки йому одночасно довелося відбиватися від вторгнення Карла V у Прованс. У той же час Сулейман ще не був готовий взяти участь у широкомасштабному вторгненні до Неаполітанського королівства, і тим самим не надав Франциску помітної допомоги. Османські війська були зібрані в таборі в Авлоні (Вльора) і висадились в Отранто 23 липня 1537 р. Проте вони були виведені з півострова вже протягом місяця, коли стало ясно, що Франциск не збирається здійснювати повномасштабного вторгнення в Ломбардію. Однак висадка та набіги османських солдатів в Апулії та присутність великого османського флоту в протоці Отранто породили у Римі побоювання більш масштабного вторгнення.
У той же час криза у венеційсько-османських відносинах розвивалася під час облоги Клиської фортеці — останнього оплоту Габсбургів в Далмації, що капітулювала у березні 1537 року. Венеційський уряд побоювався, що османські війська нападуть на венеційські міста у Далмації і вдався до дипломатичних зусиль, щоб уникнути війни.
Цей страх ще більше посилився, коли після сутички з флотом Андреа Доріа, османи несподівано взяли в облогу венеційський острів Корфу в Адріатиці (облога Корфу 1537 р.), тим самим порушивши мирний договір, підписаний з Венецією в 1502 р. На Корфу османи зіткнулися з потужним опором і захистом, спеціально розробленим для протидії османській артилерії. Безрезультатна облога тривала менше двох тижнів і згодом Сулейман відвів свої сили і повернувся на схід, щоб провести зиму в Адріанополі.

## Створення Священної ліги

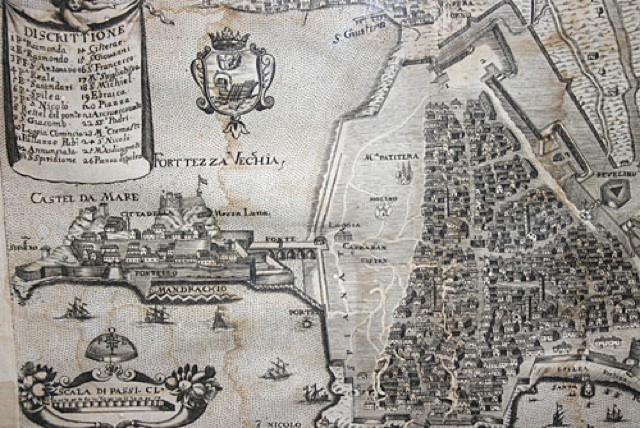
Французький та османський флоти приєдналися до облоги Корфу на початку вересня 1537 року.

Ці події підштовхнули Папу Павла III утворити Священну лігу для боротьби та стримування османських нападів, які очікувались у наступному році. Завдяки напруженій дипломатії Папа зупинив війну між Карлом V та Франциском I за допомогою перемир'я в Ніцці та заручився підтримкою Карла. У лютому 1538 р. Павлу III вдалося зібрати Священну лігу, до складу якої, крім Папської держави і Священної Римської Імперії увійшли найпотужніші християнські морські держави Середземномор'я — Іспанія разом з Неаполітанським та Сицилійським королівствами, Генуезька республіка та Мальтійський орден. Венеційська республіка також приєдналася до Ліги, але без особливого ентузіазму і після довгих дебатів у сенаті.

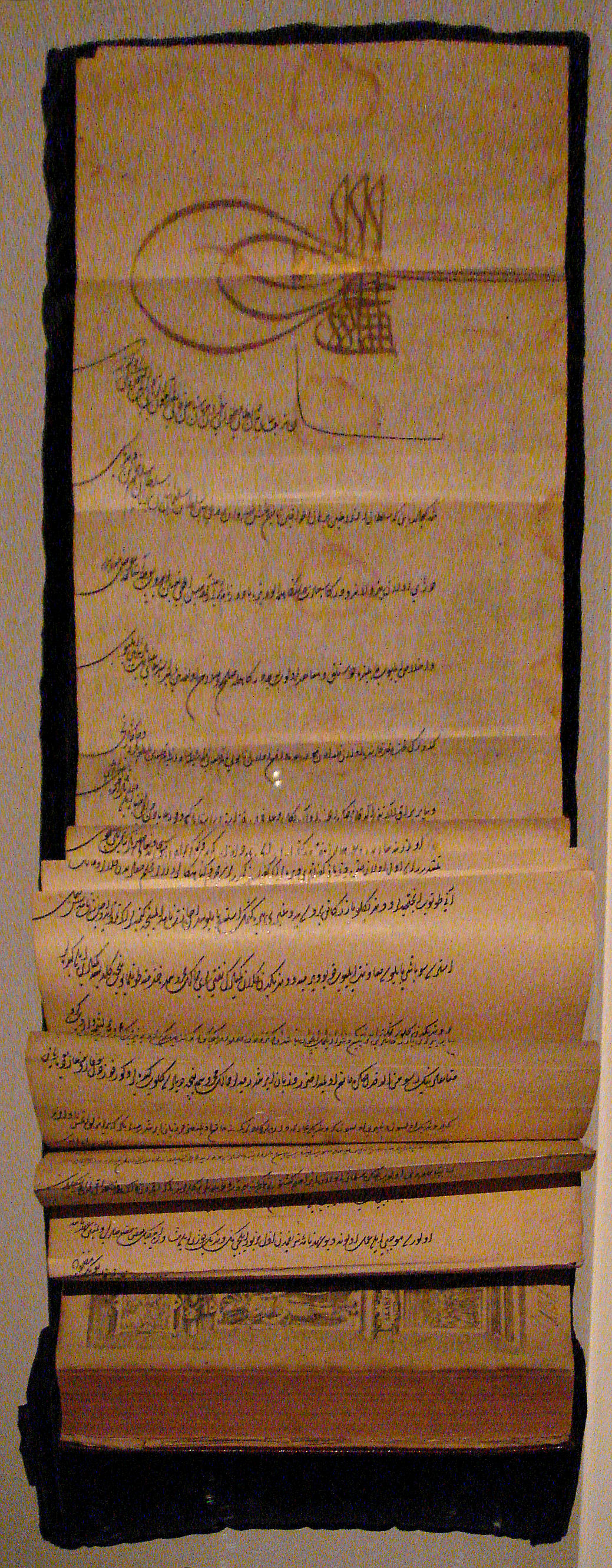
Капітуляція, що уклала мир і відкрила торгівлю між Венецією та Османською імперією, підписана 2 жовтня 1540 р. в результаті Третьої османсько-венеційської війни.

Османський флот протягом XVI століття значно збільшився в розмірах, а також у своїх якісних показниках і тепер його очолював колишній корсар, який став адміралом Барбаросса Хайреддін-паша. Влітку 1538 року османи звернули свою увагу на залишки венеційських володінь в Егейському морі, захопивши острови Андрос, Наксос, Парос і Санторіні, а також захопили два останні венеційських володіння на Пелопоннесі — Монемвасію і Нафпліон. Далі османи звернули свою увагу на Адріатику. Тут, у водах, які венеційці вважали своїми рідними, османи спільним використанням свого флоту та армії в Албанії, захопили низку фортів в Далмації і офіційно закріпили там свою владу. Найважливішою битвою війни була битва при Превезі у 1538 році. Захопивши Котор, верховному головнокомандувачу флоту Священної Ліги, генуезцю Андреа Доріа вдалося затримати флот Барбароси в Амбракійській затоці. Однак ця обставина була на користь Барбароссі, оскільки його підтримала берегові османські сили в Превезі, тоді як Доріа, не маючи змоги вести загальний штурм османського флоту через острах перед османською береговою артилерією, повинен був чекати у відкритому морі. Врешті-решт, після нападу флоту Барбаросси Доріа сигналізувала про відступ, що призвело до великої османської перемоги. Результат цієї битви, а також вдалий для османів результат облоги Кастельнуово (1539 р.) призвели до згортання будь-яких планів Священної ліги щодо ведення війни проти османів на їх власній території і змусили Лігу розпочати переговори про закінчення війни. Війна була особливо болючою для венеційців, оскільки вони втратили більшість з залишків своїх іноземних володінь, а також показала венеційцям, що вони більше не можуть боротись з османським флотом наодинці.

## Наслідки
Між Венецією та Османською імперією був підписаний договір або «капітуляція», що припинив війну 2 жовтня 1540 року. Згідно з умовами мирного договору Венеція виплачувала Османській імперії контрибуцію в розмірі 30 тисяч дукатів та втрачала свої останні фортеці на Пелопонесі — Навпіліо і Монемвасію. В майбутньому венеційським кораблям не дозволялось заходити або полишати османські порти без дозволу османської адміністрації.
У період між початком Другої османсько-венеційської війни в 1499 р. і закінченням Третьої війни в 1540 р., Османська імперія досягла значних успіхів у материковій Далмації — вона не спромоглась захопити прибережні венеційські міста, але захопила у Угорського королівства Хорватію — територію між Скрадином та Карином, ліквідувавши її як буферну зону між османською та венеційськими територіями Економіка венеційських міст в Далмації, що сильно страждала від турецької окупації материкових територій в попередній війні, відновилася і трималася стабільно навіть протягом усієї війни.